# Big Lagoon (Marlborough)
Die Big Lagoon ist eine Lagune in der Region Marlborough auf der Südinsel von Neuseeland.
Sie ist Teil eines Gewässersystems, das aus mehreren Lagunen besteht und in älterer Literatur zusammenfassend mit den anderen Lagunen als Vernon Lagoons bezeichnet wird.

## Geographie
Die Big Lagoon befindet sich rund 10 km ostsüdöstlich von Blenheim, dem Verwaltungssitz des Marlborough District. Die Lagune ist die östlichste des Lagunen-Systems, das neben der Big Lagoon auch aus den Lagunen Upper Lagoon, Chandlers Lagoon und der Waikārapi Lagoon besteht. Alle zusammen haben über das Te Aropipi genannte Gewässer, das einem Flussarm gleicht, Zugang zum Mündungsgebiet des Ōpaoa River in den Wairau River und dessen Mündung in die Te Koko-o-Kupe / Cloudy Bay und damit zur Cook Strait, die die Südinsel von Neuseeland von der Nordinsel trennt.
Die Big Lagoon selbst besitzt eine ungefähre Größe von 9,13 km² und erstreckt sich über eine Länge von 3,77 km in Nord-Süd-Richtung und einer maximalen Breite von rund 3,2 km in Ost-West-Richtung. Im nördlichen Teil der Lagune befinden sich drei flache, bis zu 4 m hohe Inseln, die zusammen The Islands genannt werden. Im Westen grenzt die Waikārapi Lagoon an, die über eine Breite von rund 800 m eine Verbindung zur Big Lagoon hat. Westlich hinter einer weit verzweigten und rund 2,1 km langen, von verschiedenen Gewässern durchzogenen Halbinsel, die auch ein Feuchtgebiet darstellt, befinden sich die beiden anderen Lagunen Upper Lagoon und Chandlers Lagoon. Während nach Süden hin eine Berglandschaft mit dem 277 m hohen James Knob die Big Lagoon begrenzt, ist es im Norden und Nordosten die Te Pokohiwi / Bolder Bank, eine zwischen 50 m und 580 m breite sowie rund 7 km lange Landzunge.
Die Lagune steht begrenzt unter dem Einfluss der Gezeiten.

## Geologie
Direkt südlich angrenzend an der Big Lagoon verläuft die Vernon Fault, eine geologisch Verwerfung, die sich in Ost-West-Richtung zwischen der Lagune und den südlich angrenzenden Bergen hinzieht. Die Absenkungsrate in Richtung der Lagune wird mit rund 0,5 mm pro Jahr angenommen und es wird vermutet, dass bei einem Erdbeben in diesem Gebiet eher der Teil der angrenzenden Berge sich hebt, als dass sich die Lagune senken würde.